# Alternativa 21
A Alternativa 21 (MPT.ALIANÇA e, depois, MPT.A) foi uma coligação política portuguesa, que reuniu o Partido da Terra (MPT) e o Aliança (A), constituída para fins eleitorais, com o fim de concorrer às Eleições legislativas portuguesas de 2024 e as Eleições legislativas regionais nos Açores em 2024.

## Resultados eleitorais da coligação

### Eleições legislativas
| Data | Líder                                           | Cl.  | Votos | %            | +/- | Deputados | +/- | Status            | Notas |
| ---- | ----------------------------------------------- | ---- | ----- | ------------ | --- | --------- | --- | ----------------- | ----- |
| 2024 | Pedro Soares Pimenta (MPT) Jorge Nuno de Sá (A) | 17.º | 4 267 | 0,07 / 100,0 |     | 0 / 230   |     | Extra-parlamentar |       |

### Região Autónoma dos Açores
| Data | Líder                 | Cl.  | Votos | %            | +/-  | Deputados | +/-  | Status            | Notas                         |
| ---- | --------------------- | ---- | ----- | ------------ | ---- | --------- | ---- | ----------------- | ----------------------------- |
| 2024 | José Olívio Arranhado | 11.º | 4     | 0,00 / 100,0 | Novo | 0 / 57    | Novo | Extra-parlamentar | Apenas na Ilha de Santa Maria |